# Tanvald
Tanvald là một thị trấn thuộc huyện Jablonec nad Nisou, vùng Liberecký, Cộng hòa Séc.